# Microtheliopsis uniseptata
Microtheliopsis uniseptata är en svampart som beskrevs av Herrera-Camp. & Lücking 2008. Microtheliopsis uniseptata ingår i släktet Microtheliopsis och familjen Microtheliopsidaceae.   Inga underarter finns listade i Catalogue of Life.